# Kylie Minogue: Artist Collection
Kylie Minogue: Artist Collection er et opsamlingsalbum af den australske sangerinde Kylie Minogue, udgivet af BMG International den 20. september 2004 i Storbritannien. Albummet indeholdt sange fra hendes to album Kylie Minogue (1994) og Impossible Princess (1997), samt sjældne sange og B-sider.

## Sporliste
1. "Confide in Me" (Master Mix) – 5:51
2. "Limbo" – 4:05
3. "Breathe" (Radio Edit) – 3:39
4. "Automatic Love" – 4:46
5. "Dangerous Game" (Dangerous Ouverture) – 1:20
6. "Too Far" – 4:43
7. "Dangerous Game" – 5:30
8. "Put Yourself in My Place" – 4:54
9. "Did It Again" (Single version) – 4:15
10. "Take Me with You" – 9:10
11. "Love Takes Over Me" – 4:19
12. "Where Is the Feeling?" (Acoustic version) – 4:51
13. "Cowboy Style" – 4:44
14. "Dreams" – 3:44